# Guillermo Afable
Guillermo Dela Vega Afable (ur. 3 kwietnia 1951 w Davao) – filipiński duchowny rzymskokatolicki, od 2003 biskup Digos.

## Życiorys
Święcenia kapłańskie przyjął 24 kwietnia 1976 i został inkardynowany do archidiecezji Davao. Po dwóch latach pracy jako wikariusz parafii katedralnej został rektorem miejscowego seminarium. W latach 1980–1985 studiował prawo kanoniczne na rzymskim Angelicum i liturgikę na Anselmianum. W 1985 powrócił do kraju i rok później został dyrektorem archidiecezjalnego Centrum Liturgicznego. W latach 1992–1995 był misjonarzem na Wyspach Salomona. Po powrocie do Davao został dyrektorem diecezjalnego centrum medialnego, zaś dwa lata później otrzymał nominację na wikariusza generalnego archidiecezji.

### Episkopat
21 kwietnia 2001 papież Jan Paweł II mianował go biskupem pomocniczym archidiecezji Davao i biskupem tytularnym Vadesi. Sakry biskupiej udzielił mu 12 lipca tegoż roku ówczesny nuncjusz apostolski na Filipinach, abp Antonio Franco.
24 kwietnia 2002 został mianowany biskupem koadiutorem Digos. Rządy w archidiecezji objął 11 lutego 2003.